# Nunubrihati (Ort)
Nunubrihati (Nunubrihate) ist ein osttimoresischer Ort im Suco Hatuquessi (Verwaltungsamt Liquiçá, Gemeinde Liquiçá). Das Zentrum des Dorfes liegt im Nordwesten der Aldeia Nunubrihati in einer Meereshöhe von 726 m. Die lose Gruppe von Häusern liegt auf einen Berg zwischen den Flüssen Nomoro und Ricameta, die sich an der Nordgrenze des Sucos zum Laklo vereinigen.
Das Ortszentrum befindet sich an der Grenze zu den Aldeias Hatuquessilete und Caidico. Eine Straße führt entlang des Bergkamms nach Norden zum Ort Hatuquessilete und in den Süden nach Lebusalara. Südwestlich liegt der Ort Caidico.